# Ajo Motorsport
Das Team Ajo Motorsport ist ein Motorradsport-Team aus Finnland. Es startet in der Motorrad-Weltmeisterschaft in den Klassen Moto2 und Moto3 sowie im MotoE World Cup. Teamchef ist der Finne Aki Ajo.

## Geschichte
Die Geschichte als Team begann in der 125-cm³-Klasse der Saison 2001; zunächst als Wildcard-Team mit Mika Kallio und bis einschließlich 2005 mit Honda-Chassis. 2002 fuhr man die komplette Saison. Die Saison verlief recht erfolgreich, Kallio fuhr mehrere Top-10-Platzierungen ein und belegte den elften WM-Rang.
2003 wurde mit dem Japaner Masao Azuma ein zweiter Fahrer neben den Finnen eingesetzt. Zur Saisonmitte allerdings verließ Kallio das Team und wechselte zu Red Bull KTM. An seine Stelle rückte der 30-jährige Italiener Andrea Ballerini. Und diesem gelang eine Sensation, als er den Großen Preis von Italien gewann. Da Azuma zudem Zweiter wurde, wurde es zu einem Doppelsieg für das Team.
2004 allerdings musste das Team neu besetzt werden, nachdem Azuma seine Karriere beendet hatte und Ballerini zu Sterilgarda Racing gewechselt war. Nun hatte das Team Probleme, an die Leistungen der letzten beiden Jahre anzuknöpfen. Neuer Teamleader war der Tscheche Lukáš Pešek, der mit 20 Punkten WM-21. wurde. Auf dem zweiten Bike saßen über die Saison abwechselnd der Däne Robin Harms, der Finne Mikko Kyyhkynen und der Italiener Max Sabbatani. Harms wurde mit fünf Punkten 30., die anderen Fahrer blieben punktelos.

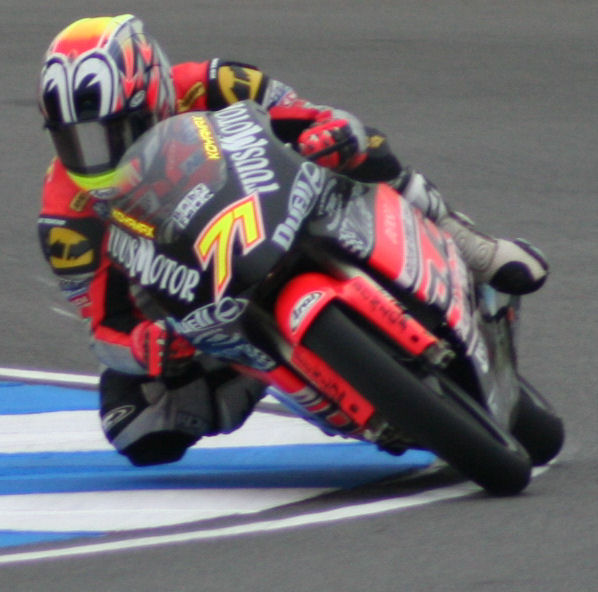
Tomoyoshi Koyama 2005

2005 erlebte Ajo Motorsport wieder einen Aufwärtstrend mit Alexis Masbou und Tomoyoshi Koyama als neuen Fahrern. Koyama beendete sogar zwei Rennen auf dem Podest und wurde WM-Achter, was die bis dahin beste Gesamtplatzierung eines Ajo-Piloten darstellte.
2006 trat man mit denselben Fahrern an, wechselte allerdings zum neuen Malaguti-Chassis. Es gab hohe Erwartungen, allerdings verlief die Saison unglücklich, da Koyama und Masbou aufgrund von Verletzungen nur an 13 bzw. acht der 16 Rennen teilnehmen konnte. Während der Japaner noch elfmal punkten konnte und mit 49 Punkten WM-15. wurde, blieb der Franzose punktelos. Auch die insgesamt vier Ersatzfahrer (inklusive des Deutschen Georg Fröhlich) hatten keine Punkte gesammelt. Nach nur einem Jahr trennte sich Ajo wieder von Malaguti und wechselte zu Derbi.
Da Koyama für 2007 bereits bei Red Bull KTM unterschrieben hatte und man sich von Masbou aufgrund mangelnder Leistungen getrennt hatte, mussten erneut beide Plätze neu besetzt werden. Die Fahrer waren nun der Österreicher Michael Ranseder und der Rumäne Robert Mureșan. Während Mureșan keine Punkte einfuhr, wurde Ranseder WM-Zwölfter mit 73 Punkten.
Trotz Ranseders konstanten Leistungen formatierte Ajo sich für 2008 abermals neu, mit Dominique Aegerter und Mike Di Meglio als Fahrern. Diese Saison bedeutete auch den endgültigen Durchbruch für das finnische Team. Di Meglio holte beim Großen Preis von Italien den zweiten Sieg so wie den ersten seit 2003. Es folgten drei weitere Siege bei den Großen Preisen von Katalonien, Deutschland und Australien sowie die ersten beiden Pole-Positions. Mit letzterem Sieg sicherte sich der Franzose auch zwei Rennen vor Schluss den Fahrertitel. Aegerter schloss die Saison mit drei achten Plätzen als beste Resultate als 16. ab.
2009 ging Aki Ajo einen Einjahresvertrag mit Interwetten als Sponsor ein. Dadurch trug das Team für ein Jahr den Namen Ajo Interwetten. Da Di Meglio in die 250-cm³-Klasse aufgestiegen war, wurde Sandro Cortese als zweiter Fahrer neben Aegerter verpflichtet. Der Schwabe fuhr in dieser Saison drei Podestplätze ein und wurde WM-Sechster, Aegerter 13.

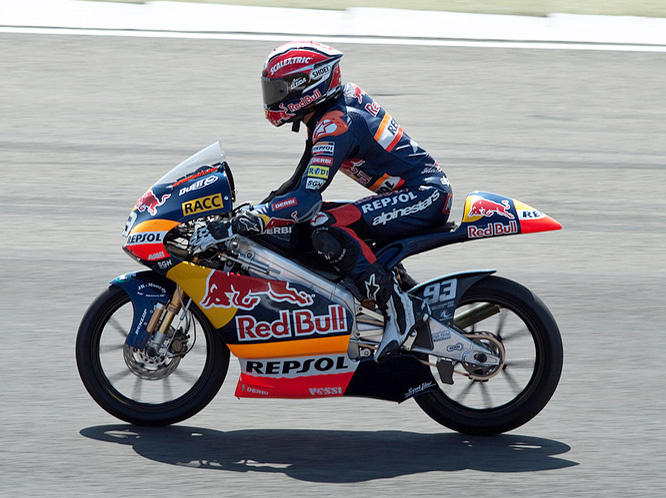
Marc Márquez 2010 in Assen

2010, nachdem Aegerter in die mittlere Klasse – mittlerweile Moto2 genannt – aufgestiegen war, begann ein neues Zeitalter für das Team, das bis heute andauert. Nachdem KTM Ende 2009 aus der Motorrad-Weltmeisterschaft ausgestiegen war, übernahm Ajo die Plätze des Red Bull KTM-Teams, wodurch das Team von nun an Red Bull Ajo Motorsport hieß. Es wurden weiter Derbi-Maschinen eingesetzt, neuer Hauptsponsor allerdings wurde Red Bull und ist es bis heute. Cortese verblieb im Team, den zweiten Platz von Aegerter übernahm Marc Márquez, der in den letzten beiden Jahren bei Red Bull KTM aktiv gewesen war. Zudem wurde Adrián Martín als dritter Fahrer eingesetzt, der allerdings auf einer Aprilia antrat. Márquez wurde mit zehn Siegen Weltmeister, Cortese Siebter mit zwei Podestplätzen und Martín WM-15.
Des Weiteren wurde ein Moto2-Team mit Alex Debón als Fahrer mit FTR-Motorrad eingesetzt. Dieser wurde mit einem zweiten Platz beim Saisonauftakt WM-16.
In der Saison 2011 musste das Team noch einmal umgekrempelt werden, nachdem Márquez in die Moto2-WM aufgestiegen war und Cortese und Martín zu Intact Racing bzw. zum Aspar Team von Jorge Martínez gewechselt. Nun trat Ajo auf fünf Maschinen in zwei Teams an. Zum einen weiterhin Red Bull Ajo Motorsport, nun auf Aprilia und mit den Fahrern Danny Kent und Jonas Folger. Als zweites Team wurde Avant AirAsia Ajo mit der malayischen Fluggesellschaft AirAsia als Sponsor gegründet. Jenes Team setzte Derbi ein und trat mit Johann Zarco, Zulfahmi Khairuddin und Efrén Vázquez an. Sowohl Folger als auch Zarco konnten je ein Rennen gewinnen, Zarcos Sieg stellte zudem den einzigen Nicht-Aprilia-Sieg in jener Saison dar. Mit zehn weiteren Podestplatzierungen (sechs zweite und vier dritte Plätze) wurde er zudem Vizeweltmeister. Folger wurde als Sechster gewertet, Vázquez mit zwei dritten Plätzen als Siebter, Kent als Elfter und Khairuddin als 18.

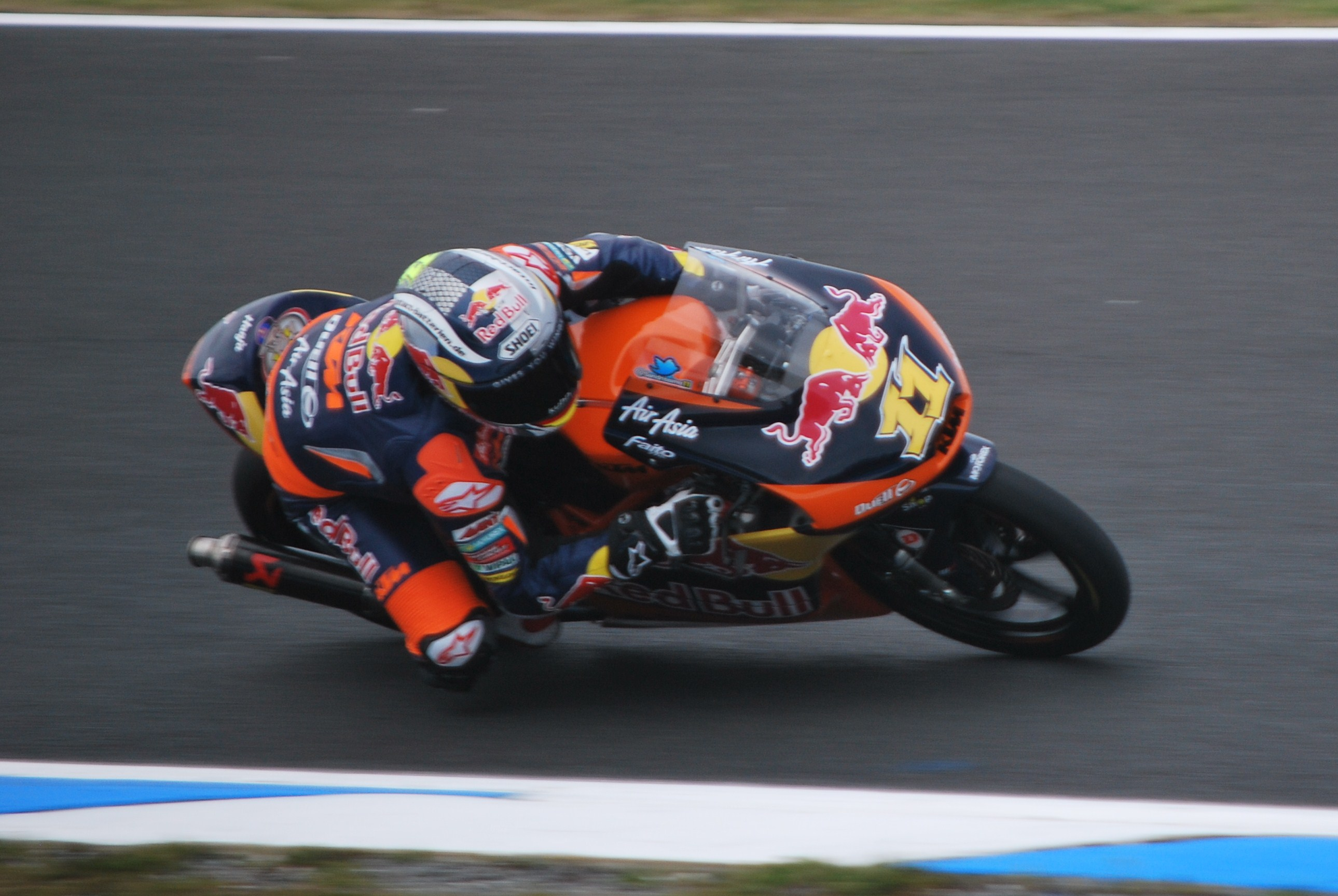
Sandro Cortese in der Weltmeister-Saison 2012

2012 wurde aus der 125-cm³-Klasse die Moto3-Klasse. Erneut verblieb man mit zwei Teams, die nach KTMs WM-Rückkehr beide KTM-Maschinen einsetzten, was bis heute der Fall ist. Das erste Team war Red Bull KTM, da KTM sich nach ihrer werksseitigen Rückkehr auf ein Joint Venture mit Aki Ajo geeinigt hatten, nachdem man in den letzten beiden Jahren Red Bull lediglich als Sponsor gehabt hatte, jedoch erst jetzt ein eigenständiges Team. Das zweite Team war weiterhin Air-AirAsia-SIC, welche mit Khairuddin nur noch einen Fahrer einsetzen, Red Bull KTM Ajo hingegen setzte nun drei Motorräder ein. Kent verblieb, die anderen beiden Bikes wurden von Sandro Cortese und Arthur Sissis besetzt. Auch diese Saison wurde ein Erfolg, alle Fahrer erreichten das Podest, zudem gewann Cortese fünf und Kent zwei Rennen. Der Schwabe wurde erster Moto3-Weltmeister der Geschichte, Kent WM-Vierter, Khairuddin Siebter und Sissis Zwölfter.
Für die Saison 2013 entschloss sich Ajo nach Corteses und Kents Moto2-Aufstieg, nur noch ein Team einzusetzen, allerdings weiterhin mit drei Fahrern. Sisis und Khairuddin verblieben beide bei Red Bull KTM Ajo, dritter Fahrer wurde Luis Salom. Der Spanier etablierte sich sofort als Teamleader; er wurde mit sieben Siegen WM-Dritter. Khairuddin wurde Zwölfter und Sissis 15.
2014 wurde das Team erneut vergrößert; zwar trat Red Bull KTM Ajo nach Saloms Aufstieg in die Moto2-Kategorie nur noch mit zwei Fahrern an (Jack Miller und Karel Hanika), dafür allerdings kehrte SIC-AJO als Team zurück mit Hafiq Azmi als Fahrer. Zudem wurde mit Husqvarna ein drittes Team eröffnet; Fahrer wurde Moto2-Rückkehrer Danny Kent und Aki Ajos Sohn Niklas Ajo. Miller knüpfte perfekt an Cortese und Saloms Leistungen der letzten beiden Saisons an. Der Australier gewann sechs Rennen und wurde Vizeweltmeister. Kent wurde mit zwei Podestplätzen WM-̠Achter, Niklas Ajo 15., Hanika 18. und Azmi 28.

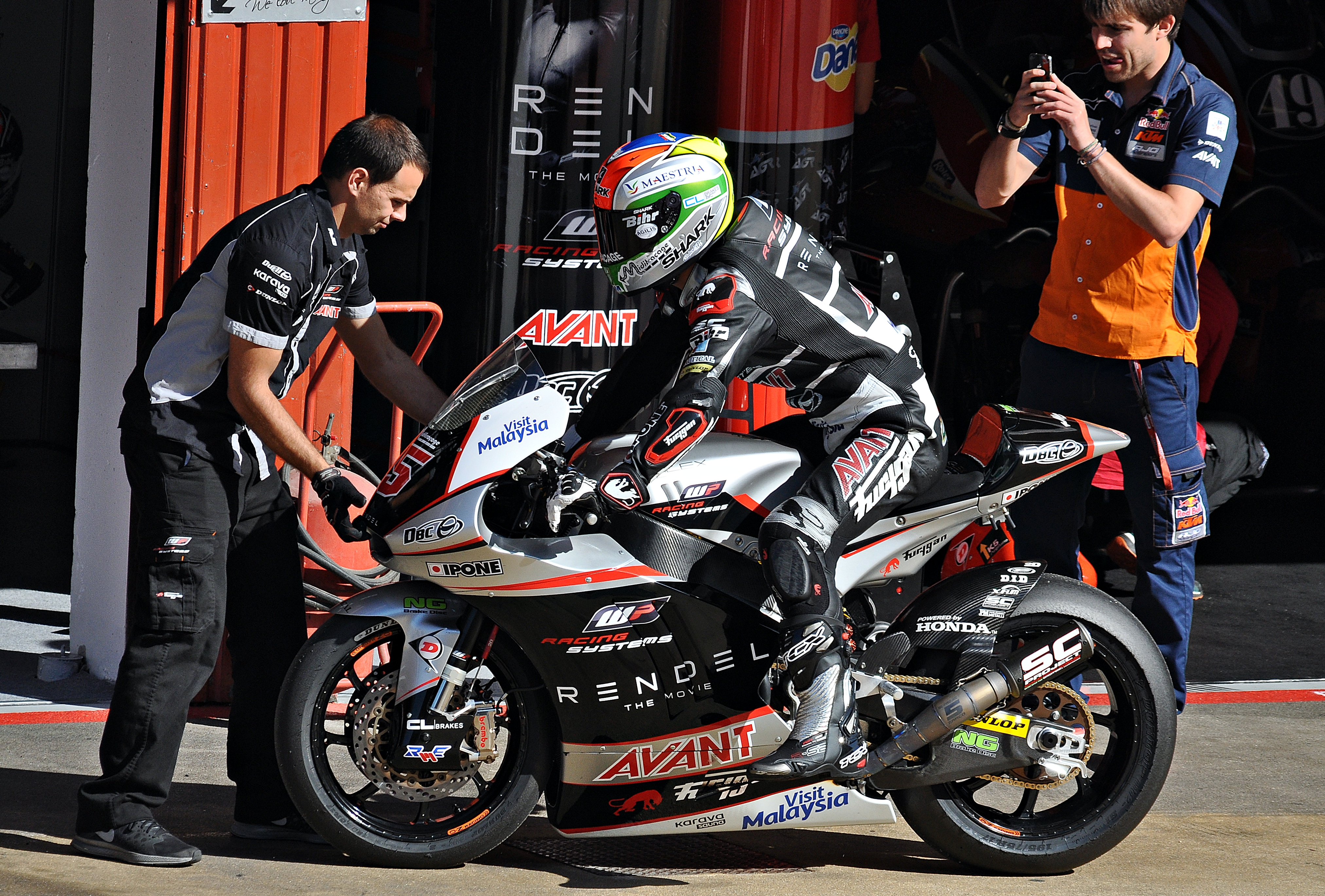
Johann Zarco 2015

In der Saison 2015 wurde wieder nur noch das Red-Bull-KTM-Ajo-Team eingesetzt, nachdem sich sowohl SIC (als SIC Petronas Sprinta Racing Team) als auch Husqvarna (als Werksteam) abgespalten hatten. Hanika verblieb als Fahrer, Miller allerdings war in die MotoGP-Klasse aufgestiegen. Man setzte drei Maschinen ein, als Fahrer kamen Brad Binder und Miguel Oliveira hinzu. Zudem trat man nun nach vierjähriger Pause wieder in der Moto2-Klasse auf einer Kalex an mit Johann Zarco als Fahrer und Avant als Sponsor (allerdings noch ohne Red Bull). Die Entscheidung wurde ein voller Erfolg; Zarco gewann den WM-Titel in der Moto2-Klasse mit acht Siegen, zudem beendete er jedes Rennen in den Top 8. In der Moto3-Kategorie fuhr Oliveira auf demselben Level wie Cortese, Salom und Miller in den letzten Jahren; er wurde Vizeweltmeister mit sechs Siegen, Binder Sechster mit vier Podien. Hanika schloss die Saison wie im Vorjahr als 18. ab.
2016, nachdem Oliveira in die Moto2-Klasse zu Stefan Kiefers Leopard Honda Racing Team aufgestiegen war, trat Ajo erstmals seit 2009 nur noch mit zwei Motorrädern in der kleinsten Klasse an. Binder verblieb im Team, zweiter Fahrer wurde anstelle von Karel Hanika der letztjährige Red-Bull-Rookies-Cup-Sieger Bo Bendsneyder. In der Moto2-Klasse trat man weiterhin nur mit Zarco an. Die Saison wurde noch erfolgreicher als die letzte; sowohl Zarco als auch Binder wurden in ihrer Klasse Weltmeister.
2017 begann ein weiteres neues Kapitel, nachdem KTM in die Königsklasse aufgestiegen war; denn gleichzeitig begannen die Österreicher auch ihr Moto2-Engagement, womit Ajo jetzt auch in der Moto2-Kategorie mit KTM anstatt von Kalex sowie Red Bull als Sponsor antrat. Fahrer wurden Brad Binder und Miguel Oliveira, während man in der Moto3-Klasse neben Bendsneyder den italienischen Routinier Niccolò Antonelli antrat. Oliveira konnte die letzten drei Rennen gewinnen und wurde WM-Dritter, auch Binder gelangen drei Podestplätze. Die Moto3-Saison hingegen verlief, nachdem man in den letzten fünf Jahren pro Saison immer mindestens sechs Rennen gewonnen hatte, deutlich weniger erfolgreich. Allgemein war die KTM in diesem Jahr der Honda vom Topspeed her unterlegen. Einziges Saisonhighlight wurde Antonellis zweiter Platz beim Großen Preis von Japan.
2018 verblieben sowohl Binder als auch Oliveira im Team. In der Moto3-Klasse trat man erstmals seit 2002 nur noch mit einem Motorrad an, und zwar mit Binders jüngerem Bruder Darryn Binder. Brad Binder und Miguel Oliveira konnten in dieser Saison je drei Rennen gewinnen und der Portugiese wurde Vizeweltmeister, der Südafrikaner WM-Dritter. Dadurch konnte das Team sogar die sowohl in der Moto2- als auch in der Moto3-Klasse neu eingeführte Teamwertung gewinnen. In der Moto3-Kategorie fuhr Darryn Binder als Dritter beim Großen Preis von Japan einmal aufs Podest und wurde WM-17., während man die Team-WM Zwölfter abschloss. Aufgrund einer Verletzung hatte er den Großen Preis von Deutschland auslassen müssen und war durch Raúl Fernández ersetzt worden, der Siebter wurde. Zudem trat Red Bull Rookies-Gesamtsieger Can Öncü beim Saisonfinale, dem Großen Preis von Valencia, mit einer Wildcard an und konnte das Rennen völlig überraschend gewinnen.
2019 wurde Öncü neuer Moto3-Stammfahrer. Da er zu Saisonbeginn noch nicht 16 Jahre alt war, hätte er noch nicht starten dürften, doch aufgrund seines Red-Bull-Rookies-Cup-Titels machte die FIM eine Ausnahme. In der Moto2-Klasse wurde, nachdem Oliveira in die MotoGP-Kategorie aufgestiegen war, der amtierende Moto3-Weltmeister Jorge Martín als Teamkollege von Binder verpflichtet. Die Saison jedoch sehr problematisch, sodass KTM im Rahmen des Großen Preis von Österreich den Ausstieg aus der Moto2-Klasse am Saisonende verkündete, um sich mehr auf die MotoGP-Klasse zu fokussieren. Daraufhin startete Binder eine Aufholjagd und gewann fünf der letzten neun Rennen, worauf der Südafrikaner mit lediglich drei Punkten Rückstand auf Marc-VDS-Kalex-Pilot Álex Márquez Vizeweltmeister wurde, während Martín mit einem zweiten und einem dritten Platz WM-Elfter wurde. Die Moto3-Saison verlief enttäuschend. Can Öncü konnte lediglich acht Punkte einfahren, womit das Team erstmals seit 2007 in der kleinsten Klasse ohne Podestplatz blieb. Auch Can Öncüs Zwillingsbruder Deniz trat in fünf Rennen als Wildcard- und Ersatzfahrer an. In der Team-WM wurde man 16. und damit Letzter in der Moto3- sowie Dritter in der Moto2-Klasse. Zudem trat das Team mit dem Finnen Niki Tuuli im neuen MotoE World Cup an. Tuuli gewann das erste Rennen in der neuen Serie, schloss die Saison jedoch nach einer Verletzung lediglich als 15. ab.
In der Saison 2020 tritt Ajo wieder mit zwei Fahrern in der Moto3-Klasse an. Neue Fahrer sind der Spanier Raúl Fernández und der Japaner Kaito Toba. In der Moto2-Kategorie behält man die alte Lackierung, tritt allerdings nach KTMs Moto2-Ausstieg jetzt wieder mit Kalex-Chassis an. Jorge Martín verbleibt im Team, der zweite Fahrer wurde nach Binders MotoGP-Aufstieg Tetsuta Nagashima, womit Ajo in beiden Klassen je mit einem Japaner und einem Spanier antritt. Sowohl Nagashima als auch Martín konnten eines der ersten elf Rennen gewinnen und wurden schlussendlich WM-Achter bzw. -Fünfter. In der Moto3-Klasse gewann Fernández zwei Rennen und wurde Vierter, Toba 18.
2021 besteht Ajos Team in der Moto2-Klasse aus Remy Gardner und Raúl Fernández und in der Moto3-Klasse aus Jaume Masiá und Pedro Acosta. Im MotoE World Cup tritt Hikari Okubo an.

## Statistik

### Weltmeister
- 2008 –  Mike Di Meglio, 125-cm³-Weltmeister auf Derbi
- 2010 –  Marc Márquez, 125-cm³-Weltmeister auf Derbi
- 2012 –  Sandro Cortese, Moto3-Weltmeister auf KTM
- 2015 –  Johann Zarco, Moto2-Weltmeister auf Kalex
- 2016 –  Johann Zarco, Moto2-Weltmeister auf Kalex
- 2016 –  Brad Binder, Moto3-Weltmeister auf KTM
- 2021 –  Pedro Acosta, Moto3-Weltmeister auf KTM
- 2021 –  Remy Gardner, Moto2-Weltmeister auf Kalex
- 2022 –  Augusto Fernández, Moto2-Weltmeister auf Kalex
- 2023 –  Pedro Acosta, Moto2-Weltmeister auf Kalex

### Team-WM-Ergebnisse (seit 2018)

#### Moto2
- 2018 – Weltmeister (als Joint Venture mit Red Bull KTM)
- 2019 – Dritter (als Joint Venture mit Red Bull KTM)
- 2020 – Dritter (als Joint Venture mit Red Bull KTM)
- 2021 – Weltmeister (als Joint Venture mit Red Bull KTM)
- 2022 – Weltmeister (als Joint Venture mit Red Bull KTM)
- 2023 – Weltmeister (als Joint Venture mit Red Bull KTM)
- 2024 – Achter (als Joint Venture mit Red Bull KTM)

#### Moto3
- 2018 – Zwölfter (als Joint Venture mit Red Bull KTM)
- 2019 – 16. (als Joint Venture mit Red Bull KTM)
- 2020 – Vierter (als Joint Venture mit Red Bull KTM)
- 2021 – Weltmeister (als Joint Venture mit Red Bull KTM)
- 2022 – Vierter (als Joint Venture mit Red Bull KTM)
- 2023 – Dritter (als Joint Venture mit Red Bull KTM)
- 2024 – Siebter (als Joint Venture mit Red Bull KTM)

#### MotoE World Cup (2019 – 2022)
- 2019 – Zwölfter
- 2020 – Elfter
- 2021 – Zehnter
- 2022 – Achter

### Grand-Prix-Siege
| Saison | Klasse  | Rennen |
| ------ | ------- | --- |
| 2003   | 125 cm³ | Australien |
| 2008   | 125 cm³ | Frankreich Katalonien Deutschland Australien |
| 2010   | 125 cm³ | Italien Vereinigtes Konigreich Niederlande Katalonien Deutschland San Marino Japan Malaysia Australien Portugal                                   |
| 2011   | 125 cm³ | Vereinigtes Konigreich Japan |
| 2012   | Moto3   | Portugal Deutschland San Marino Japan Malaysia Australien Valencia                                                                                |
| 2013   | Moto3   | Katar Italien Katalonien Niederlande Tschechien Vereinigtes Konigreich Malaysia                                                                   |
| 2014   | Moto3   | Katar USA-Texas Frankreich Deutschland Australien Valencia                                                                                        |
| 2015   | Moto2   | Argentinien Katalonien Niederlande Tschechien Vereinigtes Konigreich San Marino Japan Malaysia                                                    |
| 2015   | Moto3   | Italien Niederlande Aragonien Australien Malaysia Valencia                                                                                        |
| 2016   | Moto2   | Argentinien Italien Katalonien Deutschland Osterreich Malaysia Valencia                                                                           |
| 2016   | Moto3   | Spanien Frankreich Italien Vereinigtes Konigreich San Marino Australien Valencia                                                                  |
| 2017   | Moto2   | Australien Malaysia Valencia |
| 2018   | Moto2   | Italien Deutschland Tschechien Aragonien Australien Valencia                                                                                      |
| 2018   | Moto3   | Valencia |
| 2019   | Moto2   | Osterreich Aragonien Australien Malaysia Valencia                                                                                                 |
| 2019   | MotoE   | Deutschland |
| 2020   | Moto2   | Katar Osterreich Valencia |
| 2020   | Moto3   | Europa Portugal |
| 2020   | MotoE   | Frankreich |
| 2021   | Moto2   | Portugal Frankreich Italien Katalonien Deutschland Niederlande Osterreich Vereinigtes Konigreich Aragonien San Marino USA-Texas Portugal Valencia |
| 2021   | Moto3   | Katar Katar Portugal Spanien Deutschland Steiermark Portugal                                                                                      |
| 2022   | Moto2   | Frankreich Italien Deutschland Niederlande Vereinigtes Konigreich Aragonien Valencia                                                              |
| 2022   | Moto3   | USA-Texas Frankreich |
| 2023   | Moto2   | Portugal USA-Texas Italien Deutschland San Marino Indien Indonesien                                                                               |
| 2023   | Moto3   | Deutschland Osterreich Australien |
| 2025   | Moto3   | Thailand USA-Texas Spanien Frankreich |